# バッハ:ゴルトベルク変奏曲 (グレン・グールドのアルバム)
本項ではカナダのピアニスト、グレン・グールドが残したヨハン・ゼバスティアン・バッハのゴルトベルク変奏曲 (BWV 988) の生前公表スタジオ録音である1955年録音（1956年発売）と1981年録音（1982年発売）の2つについて解説する。

## 1955年の録音
ヨハン・ゼバスティアン・バッハの「ゴルトベルク変奏曲 BWV 988」を演奏した1955年録音（1956年発売）のレコードは、国際的なピアニストとしてその後、活躍していくグールドの最も有名な録音の一つとなった。アルバムは1960年までに40,000 枚を売り上げ、グールドが亡くなる1982年までに100,000 枚以上を売り上げたと報告されている。
最初のアルバムがリリースされた時点で、バッハのゴルトベルク変奏曲は一般的なピアノのレパートリーとしてはみなされておらず、小規模なレーベルから出ているか、または未発表なものが多かった。 またこの作品は難解で、技術的な要求が厳しいと考えられ、現代ピアノで演奏するときは手を交差させる必要があった。
グールドのアルバムは、現代クラシックのレパートリーにゴルトベルク変奏曲を確立し、ハロルド・ショーンバーグによって絶賛されたため彼を国際的なピアニストへ昇華させた。1954年にグールドによってコンサートで初めて演奏されたこの曲は、録音後の数年間、グールドの演奏の定番でもあったために生前に公表を禁じていたライブ録音の数点が確認できる。

### レコーディング・プラン
録音は1955年にマンハッタンのコロンビアレコード30番街スタジオで、グールドが契約に署名してから数週間後の6月10日から6月16日までの4日間にわたって行われた。同社のクラシック音楽部門であるコロンビア・マスターワークス・レコーズは、1956年1月にアルバムをリリースした。「バッハ: ゴルトベルク変奏曲」はコロンビアのベストセラークラシック・アルバムとなり、グールドは国際的な名声を得た。このレコードは2022年現在も、ソニー・クラシカル・レコードのカタログに掲載されている。

少なくとも1人以上のレコード会社の重役が、グールドが録音されたデビュー曲に当時無名だったゴルトベルク変奏曲を選んだことに疑問を呈していた。1981年のインタビューで、グールドはスタジオの状況について次のように振り返っている。
私は22歳のとき、ゴルトベルク変奏曲でレコーディング・デビューをすることを提案しました。当時、そのような選択は、おそらくワンダ・ランドフスカか、その世代のヴェテランなどの個人的な私物であるべきだったのです。コロンビアの彼らは、おそらくもう少し若手のための控えめなレパートリービルディングが望ましいと考えました。
当時22歳だったグールドは、自分の選んだ作品に完全な自信を持っており、デビューのために何を録音するかについての決定を勝ち取ったのである。コロンビアは彼の才能を認識し、彼の奇抜さを許容した。同社は6月25日に、グールドの独特の習慣と装備について説明する気さくなプレスリリースを発行した。彼は特別なピアノの椅子、薬のボトル、そして季節外れの防寒着をスタジオに持ってきた。そこに着くと、彼は演奏する前に手と腕を非常に熱いお湯に20分間浸した。
グールドは、気に入ったピアノを見つけるのに苦労することがよくあった。このゴルトベルク変奏曲は、彼が1955年に入手したスタインウェイピアノ (モデル CD 19) で録音された。
このアルバムは、グールドのユニークなピアニスティックな方法で注目を集めた。これには高速でも明瞭なアーティキュレーションを含む指のテクニックに加え、現代ピアノに特有の右ペダルがほとんどなかった。グールドのピアノ教師であるアルベルト・ゲレーロは、グールドに「フィンガー・タッピング」の練習を勧めていた。ゲレーロによれば、タッピングはピアニストに高速での正確さを可能にする筋肉の動きの節約を教えたとされる。グールドは、ゴルトベルク変奏曲の各バリエーションを録音する前に「タップ」をしたが、これには約32時間かけていた。
1955年録音の演奏は、その極端なテンポと各変奏の繰り返し無しを採ったため短いレコードとなった。したがって、ゴルトベルク変奏曲の一般的な演奏の長さから大幅に変化する結果となった。グールドの1955年の録音は38分34秒の長さである。
スタジオで自分の作品を完成させるアーティストの能力 (グールドが「テイクツーネス」("take-twoness")と呼んだもの) は、最初からグールドを惹きつけた。彼は満足する前に、導入のアリアの21バージョン以上を録音した。その他、各変奏においても何テイクもの録音を行い、そのテイクの中から最もよくできているとグールドが判断したものを選び、録音を作っていった。
彼のキャリアの過程で、グールドはスタジオの創造的な可能性にますます興味を持つようになった。

グールドは録音に際してライナーノーツも書いた。ゴルトベルク変奏曲に関する彼の裏表紙のエッセイを締めくくって、彼は次のように書いている。
要するに、終わりも始まりも観察しない音楽、本当のクライマックスも本当の解決もない音楽、ボードレールの恋人たちのように「抑制されない風の翼の上に軽く休む」音楽なのである。直感的な知覚による統一、技巧と吟味から生まれた統一、達成された熟練によってまろやかになった統一、そして、芸術では稀なことだが、潜在意識のデザインが効力の頂点の上で歓喜する姿として、ここで私たちに明らかにされているのである......。
ソニー・クラシカルは2017年に「The Goldberg Variations: The Complete Unreleased Recording Sessions」をリリースした。これは、1955年のレコーディング・セッションからのアウトテイクとその過程のテイクなどを含めた関連資料の9枚のディスクと1枚のLPで構成されている。1955年の録音は、2003年にアメリカの全米録音資料登録簿に追加された。

## 1981年の再録音
亡くなる前年の1981年4月から5月にかけて、グールドはゴルトベルク変奏曲を新たに録音した。この再録音はグールドの死の1か月前の1982年9月に発売され、2000年までに少なくとも100万枚以上を売り上げた。死の直前の録音ではあるものの、グールド本人は直後の死を予想しておらず、これ以後も若干のピアノ演奏と指揮者としてのレコーディング・プランがあった。

### レコーディング・プラン
グールドは、1959 年のアラン・リッチとのインタビューで、1950年頃、17歳頃にゴルトベルク変奏曲を学び始めたとコメントしている。それは彼が「完全に (彼の)教師なしで」学び、「比較的 (早く)決心した」最初の作品の1つであった。彼は、ゴルトベルク変奏曲に対する彼の演奏の見方には、作品を遅くすることが含まれていると述べた。
(レコーディング中は)ショーをツアーに出してやり遂げよう」というような気分でした。何かに過度に長居することは、ある種の全体的なまとまりを奪うことになると感じました。...部分的には、私が聞いた多くのピアノ演奏に対する反応によってもたらされたものであり、実際には、コルトーやシュナーベルの伝統のロマンティックなピアニストの学校で私自身が教えられた方法の一部です。
グールドは後に自身の1955年の解釈に対してより批判的になり、その速いテンポとピアニストの影響について留保を表明した。彼はその多くが「快適にするには速すぎる」 と感じ、「ショパンのノクターンのように」聞こえる第25変奏を嘆いた。彼は続けて、「私はもはやこのような様式では演奏できない。今日の私にとっては、ゴルトベルク変奏曲は偽りの魅力のない強烈さを持っているのだから、別の様式が必要である。ピアニストや楽器の激しさではなく、作品本来に起因する精神的な激しさです。」 と語った。
1981年4月から5月にかけて、グールドはゴルトベルク変奏曲をニューヨーク市のコロンビア30番街スタジオでデジタルとステレオで再録音した。これはスタジオが閉鎖する前にそのスタジオで録音された最後のアルバムでもあった。彼は1955年の演奏のショーマンシップをほとんど放棄し、代わりに、より計算されたフレージングと装飾を備えたより内省的な解釈を選択した。 1981年録音のバージョンでは、グールドはテンポの選択を通じて、変奏曲を別の方法で統一しようとした。彼はより多くの繰り返しを演奏し、バリエーション間の比例したリズム関係を表現したいと考えた。彼の死から1年以内に到着した1981年の録音は、グールドのキャリアを象徴するような「晩年の名盤」として広く認識されている。 
1981年録音のバージョンは51分18秒で、初録より長くなった。
このアルバムは1983年にグラミー賞のベスト・インストゥルメンタル・ソリスト・パフォーマンス賞と、カナダのジュノー賞のクラシック アルバム賞の2つの賞を受賞した。
1988年刊の小説『羊たちの沈黙』の中で、1955年版のアルバムが主人公ハンニバル・レクター博士の愛聴盤として描写されていたが、2001年公開の映画『ハンニバル』では、1981年版のアリアがオープニングテーマとして使用された。
2022年10月07日には全セッションを収めた1981年録音によるBOXセットが発売された。